# Kutretino
Kutretino (mac. Кутретино) – wieś w Macedonii Północnej położona w gminie Demir Hisar.
Według danych z 2002 roku wieś zamieszkiwało 301 osób (152 mężczyzn i 149 kobiet) w 80 domostwach (w 77 mieszkaniach), wszyscy byli narodowości macedońskiej.